# (1027) Aesculapia
(1027) Aesculapia – planetoida z pasa głównego asteroid okrążająca Słońce w ciągu 5 lat i 217 dni w średniej odległości 3,15 au. Została odkryta 11 listopada 1923 roku w Obserwatorium Yerkes w Williams Bay przez George’a Van Biesbroecka. Nazwa planetoidy pochodzi od Eskulapa, w mitologii rzymskiej, boga sztuki lekarskiej. Przed jej nadaniem planetoida nosiła oznaczenie tymczasowe (1027) 1923 YO11. 